# Fodina gloriosa
Fodina gloriosa là một loài bướm đêm trong họ Noctuidae.